# Kaunerberg
Kaunerberg est une commune autrichienne du district de Landeck dans le Tyrol. Elle est située à environ 13km au sud-est de Landeck.